# احمد بدرخان
احمد بدرخان (زادهٔ ۱۸ سپتانبر ۱۹۰۹ - درگذشت ۲۶ اوت ۱۹۶۹) فیلم‌نامه‌نویس و کارگردان اهل مصر بود. او در بین سال‌های ۱۹۳۶ تا ۱۹۶۸ توانست ۴۱ فیلم را کارگردانی کند و فیلم «شبی از عشق» از معروف‌ترین فیلم‌هایست که او کارگردانی کرده‌است.پسر او، علی بدرخان از کارگردانان حال‌حاضر اهل مصر است.